# Округ Пони (Оклахома)
Округ Пони (енгл. Pawnee County) је округ у америчкој савезној држави Оклахома.

## Демографија
По попису из 2010. године број становника је 16.577, што је 35 (-0,2%) становника мање него 2000. године.
| Група             | 2000.          | 2010.          |
| Белци             | 13.572 (81,7%) | 13.216 (79,7%) |
| Афроамериканци    | 114 (0,7%)     | 118 (0,7%)     |
| Азијати           | 34 (0,2%)      | 48 (0,3%)      |
| Хиспаноамериканци | 192 (1,2%)     | 336 (2,0%)     |
| Укупно            | 16.612         | 16.577         |